# Aaahh!!! Monster
Aaahh!!! Monster ist eine US-amerikanische Zeichentrickserie aus dem Jahr 1994 über eine Trainingsakademie für jugendliche Monster, die von Klasky Csupo für Nickelodeon kreiert wurde.

## Inhalt
In der Serie geht es vor allem um die drei Monster Ickis, Oblina und Krumm, die in einer Akademie unter der städtischen Müllhalde lernen, Menschen zu erschrecken. In den meisten Folgen gehen die drei jungen Monster an die Oberfläche mit dem Auftrag, besonders spektakuläre Schrecken zu verbreiten, die sie dann per Gedankenprojektor ihren Schulkameraden vorführen. Ihr Widersacher ist dabei oft der cholerische Rektor und Hauptlehrer Gromble.
In der Monsterwelt wird alles als gut angesehen, was bei Menschen als eklig oder hässlich gilt. So essen Monster bevorzugt Abfälle und jegliche Materialien schleimiger Konsistenz. Niedliches Aussehen und fröhliche Musik ist ihnen ein Graus.

## Charaktere
Ickis
Ickis ist der Sohn des legendären Monsters Slickis. Er ist klein und rot mit großen Ohren und Füßen, weswegen er oft mit einem Hasen verwechselt wird. Wenn er wütend wird, kann er sich zu einer enormen Größe aufpumpen. Ickis ist schnell aufbrausend, voller Selbstzweifel aber sehr egoistisch und versucht seine Ziele oft durch Tricks zu erreichen.
Oblina
Oblina sieht aus wie eine schwarz-weiß gestreifte Zuckerstange mit großen, roten Lippen. Sie ist die beste Schülerin an der Monsterakademie und liegt stetig im Clinch mit Ickis, dem sie Moral und Fleiß einzutrichtern versucht. Menschen erschreckt sie gerne damit, indem sie ihr Inneres nach außen stülpt.
Krumm
Krumm besteht aus einem dicken, runden Kopf – ähnlich einer Kartoffel – auf zwei kurzen Beinen. Seine Augen, die nicht am Körper festgewachsen sind, trägt er in seinen Händen oder manchmal auch in seinem Mund. Krumm ist ein ruhiger, zufriedener Kerl, dem die ewigen Streitereien zwischen Ickis und Oblina manchmal zu viel werden. Sein bestes Erschreckwerkzeug ist der Gestank seiner stark behaarten Achselhöhlen.
Der Grummler
Der Grummler ist Rektor und Hauptlehrer der Monsterakademie. Er ist ein vierbeiniges, hellblaues Monster mit Ziegenbart, das stets rote Stöckelschuhe, einen Gürtel und schwarze Handschuhe trägt. Grummler ist cholerisch und leicht aufbrausend, vor allem wenn er merkt, dass seinen Anweisungen zuwidergehandelt wird, was Ickis oft tut. Er mag es, fehlbare Schüler vor der ganzen Klasse langsam und genüsslich bloßzustellen, bevor er sie in Grund und Boden schreit und Strafen ausspricht.
Snorch
Snorch ist ein großes, plumpes Monster, das fehlbare Schüler bestraft. Zu seinen Bestrafungsmethoden gehören etwa Square Dance und das erzwungene Anhören menschlicher Musik.
Simon
Simon ist ein Mensch und Monsterjäger. Er versucht eines der Monster zu fangen, um der ganzen Welt ihre Existenz zu beweisen. Meist trifft er dabei auf Ickis.
Dietrich DuChamp
DuChamp ist ein zimperlicher Modedesigner mit einem übertriebenen französischen Akzent. Sein richtiger Name ist Friedrich.

## Synchronsprecher
| Rolle    | Englischer Sprecher | Deutscher Sprecher          |
| -------- | ------------------- | --------------------------- |
| Ickis    | Charlie Adler       | Bodo Wolf                   |
| Oblina   | Christine Cavanaugh | Andreschka Großmann         |
| Krumm    | David Eccles        | Gerald Paradies             |
| Grummler | Gregg Berger        | Helmut Krauss               |
| Zimbo    | Tim Curry           | Wilfried Herbst             |
| Simon    | James Belushi       | Eberhard Prüter (2. Stimme) |

## Ausstrahlung
In den USA wurde die Serie vom 29. Oktober 1994 bis 2004 auf Nickelodeon ausgestrahlt. Ab 2002 zeigte Nicktoons die Serie und strahlte sie bis 2006 aus.
Seit Juli 2011 wird die Serie im Rahmen des The '90s Are All That - Block auf TeenNick ausgestrahlt.
201
Die deutsche Erstausstrahlung fand 1995 im Ersten statt. Von Juli 1995 bis Mai 1998 wurde sie auf dem ersten deutschen Nickelodeon-Ableger gezeigt. Nach dessen Einstellung wechselte die Serie zu N3 und wurde dort ab dem 8. Januar 1997 ausgestrahlt. MTV2 Pop nahm die Serie am 1. September 2003 ins Programm und sendete sie bis zum 24. Oktober 2003. Als NICK startete, sendete man die Serie vom 5. Mai 2007 bis 15. September 2007 abends, zuletzt um 23:30 Uhr. 
Im deutschen Bezahlfernsehen wurde die Serie erstmals von K-Toon vom 25. Januar 2000 bis 5. April 2000 sowie vom 15. Juni 2000 bis zum 5. August 2000 ausgestrahlt. Danach wurde sie vom 10. Oktober 2000 bis zum 12. Dezember 2000 auf Junior ausgestrahlt. Eine erneute Ausstrahlung von K-Toon erfolgte vom 13. Juli 2001 bis zum 24. September 2001, von Junior erneut vom 3. Januar 2002 bis zum 7. Februar 2002. Nick Premium zeigte sie nur am 22. September 2009 zwischen 11:25 Uhr und 18:05 ein einziges Mal.
Die Serie ist inzwischen in den USA komplett auf DVD erschienen. Am 6. Dezember 2013 wurde sie in einer auf 2.222 Stück limitierten Version auf DVD bei Turbine Medien auch in Deutschland veröffentlicht.

## Computerspiel
Im Jahr 1995 brachte Majesco ein Computerspiel für Super Nintendo und Sega Mega Drive heraus. Ickis trat ebenfalls in Nicktoons Racing für Playstation, PC und Game Boy Advance auf.